# 68-я морская стрелковая бригада
68-я морская стрелковая бригада — воинское соединение СССР в Великой Отечественной войне

## Формирование
Формировалась в городе Пятигорске в конце декабря 1941 - начале января 1942 года из состава Каспийской флотилии, курсантов военно-морских учебных заведений.

## Боевой путь
8 марта 1942 года участвовала в боях в операции по освобождению г.Таганрога (Волкова Гора,г.Матвеев Курган), где понесла большие потери.
с 08.03.1942 по 10.03.1942 наступательные бои за овладение высотой 101.1 курган Новоселовский.

Потери 68-й морсбр  за период с 8 марта 1942 по 1 июля 1942 составили: убитыми и умершими от ран 589 человека, ранеными 1527 человека , пропавшими без вести 276 человек, обмороженными и заболевшими 87 человека. Источник Боевая характеристика 68 сбр 56 А ЗакФ. Дата создания документа: 27.11.1942 г. Архив: ЦАМО, Фонд: 47, Опись: 1063, Дело: 429, Лист начала документа в деле: 95 Авторы документа: 56 А, генерал-майор Рыжов, полк. комиссар Кальченко, полковник Кристальный
 « В ходе трёхдневных боёв 68-я морская стрелковая бригада потеряла убитыми и ранеными 2100 человек. После неудачного наступления командир 68-й морской стрелковой бригады капитан 2 ранга Г.К.Иванов был отстранён от командования бригадой, вместо него назначен полковник Шаповалов. В итоге боёв с 8 по 17.03 68-я морская стрелковая бригада потеряла 2532 человека, в том числе убитыми 639 человек и ранеными 1893 человека» 
В апреле 1942 года вела оборонительные бои восточнее Таганрога, к июлю 1942 года оборонялась в Ростовском укреплённом районе.
В середине августа 1942 года остатки бригады заняли оборону на левом берегу реки Белая, у посёлка Вербин, и в дальнейшем приняли участие в Туапсинской оборонительной операции, в том числе в боях за Сарай-гору. С отходом войск противника 12.01.1943 года перешла в наступление, преследуя немецкие части в направлении Три Дуба, Кутаисская.
Весной 1943 года бригада принимала участие в Краснодарской наступательной операции, а затем в наступлении на Таманский полуостров. В начале апреле была выведена в резерв на переформирование.
01 мая 1943 года на базе 68-й морской и 10-й стрелковых бригад в Среднеазиатском военном округе была сформирована 29-я стрелковая дивизия

## Полное название
68-я отдельная морская стрелковая бригада

## Подчинение
- Северо-Кавказский военный округ - на 01.01.1942 года
- Южный фронт, 56-я армия, 3-й гвардейский стрелковый корпус — на 01.03.1942 года.
- Закавказский фронт, Черноморская группа войск, 18-я армия — на 01.10.1942 года.
- Закавказский фронт, Черноморская группа войск, 56-я армия — на 01.01.1943 года.
- Северо-Кавказский фронт, 47-я армия, 23-й стрелковый корпус — на 01.04.1943 года.

## Командиры
- Иванов, Георгий Алексеевич (с 03.11.1941), капитан 2-го ранга
- Шаповалов, Афанасий Ефимович (14.03.1942 — 03.09.1942), полковник
- Татарчевский, Пётр Михайлович (с 02.09.1942)
- Карпелюк Андрей, Иосифович (с 02.11.1942)